# Облава на шоссе
«Облава на шоссе» (англ. Highway Dragnet) — фильм нуар режиссёра Натана Юрана, который вышел на экраны в 1954 году.
Фильм рассказывает о морском пехотинце Джеймсе Генри (Ричард Конте), возвращающемся с Корейской войны, который по дороге домой заезжает в Лас-Вегас навестить своего армейского друга. В баре он невольно становится участником словесной перепалки с выпившей бывшей моделью (Мэри Бет Хьюз). На следующее утро его задерживает полиция Вегаса, обвиняя в том, что он задушил её. Чтобы доказать свою невиновность, Джеймс вынужден сбежать от полиции и самостоятельно искать убийцу. По дороге он вступает в контакт с профессиональным фотографом моды (Джоан Беннетт) и фотомоделью (Ванда Хендрикс), с которыми в кульминации картины оказывается в затопленном доме на море Солтона, где и выясняется имя настоящего убийцы .
Фильм получил невысокие оценки критиков из-за слабого сценария, небрежной постановки и неожиданно неинтересной игры таких признанных звёзд, как Ричард Конте и Джоан Беннетт.
Это был первый фильм, над которым работал признанный впоследствии режиссёр и продюсер Роджер Корман, который в данном случае выступил в качестве соавтора истории и помощника продюсера.

## Сюжет
После демобилизации участник Корейской войны, сержант морской пехоты Джим Генри (Ричард Конте), приезжает в Лас-Вегас, чтобы навестить своего боевого товарища Пола Бартлетта. В местном казино внимание Джима привлекает бывшая фотомодель Терри Смит (Мэри Бет Хьюз), с которой он начинает мило болтать. Постепенно напившись, Терри вступает с Джимом в жёсткую словесную перепалку, которая однако заканчивается объятиями и поцелуем… На следующее утро Джим продолжает свой путь. Когда на выезде из города он пытается поймать попутку, полиция Лас-Вегаса задерживает Джима. Его доставляют к лейтенанту Джо Белому Орлу (Рид Хэдли), который осматривает место преступления, где Терри была задушена кожаным ремешком. Лейтенант считает Джима убийцей, так как несколько свидетелей утверждают, что у Джима с Терри вчера вечером был конфликт. Джим однако утверждает, что провёл ночь в компании своего армейского товарища, который может подтвердить его алиби. Полиции однако не удаётся разыскать Пола Бартлетта, так как тот является секретным агентом, который в данный момент работает под прикрытием, используя другое имя.
Видя, что ситуация оборачивается против него, Джим разбрасывает полицейских, забирает револьвер Джо, обрывает телефон и уезжает на одной из их патрульных машин, предварительно прострелив шины второй машине. Отъехав несколько километров по шоссе, ведущем в Калифорнию, Джим понимает, что его машину скоро обнаружат. Он съезжает с дороги и бросает машину в кустах. Затем, переодевшись в гражданское, он пешком направляется вдоль шоссе к тому месту, где заметил двух женщин, которые на обочине пытаются починить свою машину. Джим помогает женщинам с ремонтом, что позволяет ему укрыться от проезжающих мимо полицейских. Женщинами оказываются успешный журнальный фотограф миссис Х. Г. Каммингс (Джоан Беннетт) и её модель Сьюзан Уиллис (Ванда Хендрикс). Миссис Каммингс не хочет подвозить Джима, однако когда её собачка, оставшаяся без пропавшего поводка, попадает под проезжающий автомобиль, Джим помогает женщинам похоронить животное. После этого миссис Каммингс соглашается подвезти Джима. По дороге женщины рассказывают, что едут на фотосессию в фешенебельный отель «Яблоневая долина» (англ. Apple Valley Inn). Тем временем полиция находит угнанную патрульную машину, в которой обнаруживают разорванную фотографию Джима. Её срочно передают в газету, которая публикует на первой полосе вместе с фотографией информацию о том, что этот человек подозревается в убийстве женщины. Одновременно Белый Орёл даёт указание установить на шоссе блокпосты, чтобы задержать Джима.
Тем временем миссис Каммингс, Сьюзен и Джим останавливаются в закусочной. Когда миссис Каммингс на некоторое время отходит в сторону, Сьюзен, которая прониклась симпатией к Джиму, доверительно сообщает ему, что менее года назад при загадочных обстоятельствах умер муж миссис Каммингс, что сильное повлияло на её характер. Услышав по радио сообщение об убийстве Терри и описание предполагаемого убийцы, миссис Каммингс и Сьюзен обсуждают между собой, что это может быть Джим. Они пытаются бросить его в закусочной и уехать, однако выясняется, что ключи от машины находятся у него, и в итоге они продолжают путь втроём. Вскоре они подъезжают к пункту ветеринарного контроля на границе штата Калифорния, где полиция проводит тотальный досмотр всех проезжающих. Полиции уже известно, что Джим служил в морской пехоте, и когда в машине впереди у водителя в багажнике обнаруживают форму морского пехотинца, это отвлекает полицию, что даёт Джиму с женщинами возможность продолжить путь дальше.
Около отеля «Яблоневая долина» полиция выставляет очередной блокпост. Машина, за рулём которой сидит Джим, сворачивает к отелю до блокпоста, однако офицер полиции замечает машину и направляется в отель с проверкой. Тем временем Джим останавливается у гостиницы и прощается с женщинами, однако Сьюзен уговаривает его остаться хотя бы на несколько часов. Тем временем в отель завозят дневной выпуск газеты, где Джеймс замечает на первой полосе свою фотографию. Он старается избавиться от привезённого тиража, засунув его в багажник автомобиля, однако один из номеров оказывается в апартаментах миссис Каммингс и Сьюзен. Увидев в газете фото Джима, Сьюзен хочет немедленно позвонить в полицию, однако миссис Каммингс останавливает её. Она говорит, что убитой является Терри Смит, та самая женщина, у которой был роман с её мужем, и из-за которой он совершил самоубийство. Напомнив Сьюзен, что они провели ночь в Лас-Вегасе и следовательно имели возможность совершить убийство, миссис Каммингс заявляет, что в таких условиях ей не стоит привлекать к себе внимание полиции. Сьюзен успокаивает миссис Каммингс, говоря, что только ей было известно о романе её мужа с Терри Смит, и она об этом никому не расскажет. В этот момент появляется Джим, и, увидев на столе газету, угрожает женщинам оружием, запрещая им вступать с кем-либо в контакт.
В этот момент однако появляется служащий отеля, мистер Карсон (Гарри Харви), который приглашает дам на фотосессию у бассейна. Миссис Каммингс вынуждена представить Джима как своего ассистента, и он направляется на съёмки вместе с остальными. Вокруг бассейна ходят полицейские, однако мистер Карсон настолько увлечён предстоящей фотосъёмкой, что не узнаёт в Джиме человека, фотография которого опубликована в газете, и заявляет, что это ассистент миссис Каммингс. Во время фотосессии миссис Каммингс незаметно передаёт Карсону послание, что Джим является тем убийцей, которого разыскивает полиция. Прочитав её, Карсон убегает в офис и звонит Белому Орлу. Лейтенант говорит, что немедленно выезжает и просит Карсона вести себя неприметно и ни в коем случае не спровоцировать Джима на какие-либо действия. Однако перевозбуждённый Карсон, выйдя из офиса, говорит встретившимся ему отдыхающим немедленно спрятаться, что тут же приводит к панике. В условиях неразберихи Джим берёт двух женщин и, сев в первую попавшуюся машину, уезжает из отеля.
Полиция начинает преследование машины Джима, одновременно устанавливая на дороге новые блокпосты. Протаранив один из них, Джим серьёзно разбивает машину, однако в состоянии продолжить путь. Тем не менее, вскоре у него заканчивается бензин, и он заезжает на заправочную станцию. Успев частично заправиться, Джим уезжает со станции, после чего, угрожая оружием, требует, чтобы водитель трейлера перегородил шоссе, а затем простреливает ему шины. Оторвавшись таким образом от преследователей, Джим сворачивает в пустыню и едет по бездорожью. Двигатель перегревается, и Джим вынужден использовать остатки имеющейся воды для его охлаждения. Некоторое время спустя машина вязнет в песке, и Джим просит женщин подтолкнуть его сзади. Когда это не удаётся, Джим сажает за руль миссис Каммингс, а сам пытается вытолкнуть машину из песка. Когда машина выбирается на свободный участок, миссис Каммингс резко даёт задний ход, пытаясь задавить Джима. Однако Сьюзен его вовремя предупреждает, и Джим успевает отскочить в сторону. Пока Джим приходит в себя, миссис Каммингс достаёт у него из-за пояса пистолет и собирается его застрелить, однако Сьюзен встаёт на его защиту и отбирает у неё оружие. Миссис Каммингс спрашивает у Сьюзен, уж не влюбилась ли она в Джима, и пока Сьюзен ухаживает за Джимом, миссис Каммингс снова садится за руль и уезжает, бросая Сьюзен и Джима в пустыне на верную смерть. Не имея другого выхода, Джим подбирает пистолет и вместе со Сьюзен идёт по следам машины. Некоторое время спустя они натыкаются на машину, однако миссис Каммингс поблизости нет. Сьюзен собирается её искать, однако Джим разводит костёр, заявляя, что когда стемнеет, она всё равно придёт к ним на огонь.
Тем временем Белый Орёл высылает на поиски Джима и женщин вертолёт, который замечает в пустыне костёр. Джим убеждает Сьюзен, что не убивал Терри. Далее он говорит, что на озере Солтон-Си у него есть дом, который частично затоплен водой. Пол, который по специальности является инженером, ждёт его там завтра, чтобы помочь ему поднять фундамент. После этого Джим отправляется чинить автомобиль, и в этот момент к костру выходит миссис Каммингс, Она подходит к Сьюзен со спины с ремнём, как будто желая задушить её. Однако когда Сьюзен замечает миссис Каммингс, та прячет ремешок и просит у Сьюзен прощения за то, что бросила их, утверждая, что просто не совладала с нервами. Миссис Каммингс замечает на камне оставленный Джимом пистолет и тянется к нему, чтобы забрать. Однако в этот момент Джим подаёт сигнал, что починил машину, после чего Сьюзен забирает пистолет и две женщины идут к машине. Перед уходом миссис Каммингс выбрасывает в костёр ремешок. Некоторое время спустя вертолёт приземляется у костра, однако там никого нет. По следам, оставленным автомобилем, полицейские понимают, что Джим движется на Запад. Сопоставив это с тем, что Джим указал в документах свой адрес на берегу Солтон-Си, куда и ведут следы, полицейские заключают, что Джим движется к своему дому.
Тем временем, добравшись до Солтон-Си, Джим выходит из машины, отпуская своих спутниц, однако Сьюзен решает остаться с ним. Сьюзен отдаёт Джиму его пистолет и говорит, что верит ему, после чего они обнимаются. Взяв Сьюзен на руки, Джим заносит её в свой подтопленный дом. Они целуются, после чего замечают записку от Пола, который был срочно вызван начальством и не смог дождаться Джима. В этот момент в доме появляется Белый Орёл, который арестовывает Джима. По указанию лейтенанта Сьюзен достаёт пистолет и кладёт его на раковину. В тот момент, когда Сьюзен собирается рассказать Белому Орлу историю миссис Каммингс, та незаметно входит в комнату, берёт пистолет с раковины и стреляет в лейтенанта. От выстрела тот падает в воду, после чего Джим бросается на миссис Каммингс, пытаясь забрать у неё оружие, и пистолет оказывается под водой. Сьюзен зовёт Джима, чтобы он помог спасти тонущего Белого Орла. Пока Джим и Сьюзен спасают лейтенанта, миссис Каммингс достаёт пистолет из воды и собирается застрелить Джима и Сьюзен, однако мокрый пистолет даёт осечку.
Миссис Каммингс убегает на улицу, преследуемая Джимом, но мостки под её ногами ломаются, и она оказывается выше пояса в воде, думая, что её затягивает в зыбучий песок. Она умоляет Джима спасти её, и он заставляет её сознаться в том, что она задушила Терри Смит собачьим поводком. Это признание слышат другие полицейские и лейтенант Белый Орёл, который, как оказалось нетяжело ранен. После её признания Джим успокаивает миссис Каммингс, что ниже лежит бетон, и ей ничего не угрожает. После этого её задерживает полиция. Один из полицейских спрашивает, как быть с Джимом, с которого снято обвинение в убийстве, однако который за время после убийства нарушил несколько других законов. Белый Орёл отвечает, что единственным свидетелем этих нарушений является Сьюзен, однако, «жена не может свидетельствовать против своего мужа». Держась за руки, Джим и Сьюзен уходят.

## В ролях
- Ричард Конте — Джеймс Генри
- Джоан Беннетт — миссис Х. Г. Каммингс
- Ванда Хендрикс — Сьюзан Уилтон
- Рид Хэдли — лейтенант Джо Белый Орёл
- Мэри Бет Хьюз — Терри Смит
- Айрис Эдриан — Сэлли
- Гарри Харви — мистер Карсон
- Том Хоббард — сержант Бен Беннетт
- Фрэнк Дженкс — морпех в штатском
- Мюррей Элпер — водитель грузовичка с мороженым
- Зон Мюррей — солдат в кафе
- Хаус Питерс — младший — Стив
- Джозеф Крехан — немолодой пограничный инспектор
- Чарльз Энтони Хьюз — полный пограничный инспектор
- Билл Хейл — Гарри
- Фред Габури — солдат Эл
- Джонни Данкан — морской пехотинец

## Создатели фильма и исполнители главных ролей
Как отметил историк кино Хэл Эриксон, эта картина «наиболее известна современным любителям кино как первый фильм, в титрах которого фигурирует имя Роджера Кормана, где он указан в качестве одного из шести сценаристов». Всего вплоть до 2021 года Корман выступил продюсером 443 фильмов и режиссёром 56 фильмов, в частности, он поставил такие фильмы, как «Дом Ашеров» (1960), «Колодец и маятник» (1961), «Захватчик» (1962), «Заколдованный замок» (1963) и «Маска красной смерти» (1964).
Натан Юран за свою режиссёрскую карьеру, охватившую период с 1952 по 1973 год, поставил 24 фильма, среди которых «Дымок из ствола» (1953), «Перекати-поле» (1953), «20 миллионов миль от Земли» (1957) «Седьмое путешествие Синдбада» (1958) и «Первые люди на Луне» (1964).
В фильме снялись две признанные звезды жанра фильм нуар, карьера которых к тому времени уже прошла свой пик — Ричард Конте и Джоан Беннетт. Ричард Конте, сыграл, в частности в фильмах «Где-то в ночи» (1946), «Звонить Нортсайд 777» (1948), «Воровское шоссе» (1949), «Дом незнакомцев» (1949), «Синяя гардения» (1953) и «Большой ансамбль» (1955), а Беннетт — в таких фильмах, как «Женщина в окне» (1944), «Улица греха» (1945), «Тайна за дверью» (1947), «Женщина на пляже» (1947) и «Момент безрассудства» (1949).

## История создания фильма
Рабочим названием этого фильма было «Дом в море» (англ.  House in the Sea).
Фильм находился в производстве с середины до конца августа 1953 года. Премьера фильма состоялась в Лос-Анджелесе 20 января 1954 года, и в широкий прокат фильм вышел 7 февраля 1954 года.

## Оценка фильма критикой
После выхода картины она получила невысокие оценки критики. Обозреватель «Нью-Йорк Таймс» Оскар Годбаут, в частности, назвал картину «второсортным детективом и вялой мелодрамой об убийстве, в которой Ричард Конте изо всех сил пытается представить себя бродягой, разыскиваемым за убийство блондинки в Лас-Вегасе». По мнению критика, «в этой небрежной работе не так уж многое достойного похвалы… Всё довольно нелепо, и никто в фильме не воспринимает себя всерьез, и меньше всех — режиссёр Натан Юран».
Современный киновед Спенсер Селби отметил, что в этом фильме «подозрительно ведущая себя женщина подвозит бывшего морского пехотинца в бегах от ложного обвинения в убийстве». Как пишет историк кино Майкл Кини, «из-за плохой игры актеров, даже обычно таких надежных, как Конте и Беннетт, а также путаного сценария можно легко отказаться от этого малобюджетного нуара». По словам Хэла Эриксона, «на момент выпуска фильм был подвергнут критике за низкое качество», хотя «на самом деле выглядит довольно хорошо, если смотреть его сегодня».
Как отметил историк кино Артур Лайонс, «снятый при ярком свете пустыни, фильм является хорошим примером невыразительного стиля нуара 1950-х годов, который в меньшей степени опирался на визуальные решения и в большей степени — на историю». По мнению Лайонса, «море Солтона было хорошим выбором для финальной сцены. Со своими заброшенными, затопленными домами, оно создает особенно мрачную, сюрреалистическую обстановку, которая соперничает по абсолютной пустоте с тёмными, мрачными городскими пейзажами из более ранних фильмов нуар».